# Barbara Rokemberg
Barbara Rokemberg, Barbara Orientowa (zm. po 12 listopada 1463) – krakowska mieszczka pochodząca z rodu Rokembergów, księżna raciborska, karniowska i rybnicka od 1451, pani na Pszczynie w latach 1452–1462.

## Pochodzenie
Barbara pochodziła z patrycjuszowskiej rodziny Rokembergów. Jej nazwisko rodowe (odmiejscowe, wywodzące się od miasta Rockenberg w Górnej Hesji) zapisywano również w formach Rokenberg, Rockenberg, Rokembarg, Rokembark, Rokemberk i Rokemborg, w formie żeńskiej Rokemborgowa. Nie są znane imiona ani jej ojca, ani matki, wywodzącej się z krakowskiego rodu Weynrichów (Weinrichów). Braćmi Barbary byli scholastyk krakowski i rektor Uniwersytetu Krakowskiego Kasper oraz Hieronim.

## Małżeństwa i potomstwo
Jej pierwszym mężem został ławnik i rajca krakowski Wilhelm Willandt, występujący w dokumentach w latach 1417–1436.
Po owdowieniu Barbara wyszła ponownie za mąż za kupca Jerzego Orienta z rodziny o śląskich korzeniach, rajcę krakowskiego w latach 1427–1445, wdowca po nieznanej bliżej Katarzynie. Drugie małżeństwo było krótkotrwałe. Jedyną znaną córką z tego związku była Anna Orientówna, która poślubiła mieszczanina Jana Stancza, a po jego śmierci szlachcica Jakuba Obulca (Obulcza) z Bronocic herbu Odrowąż, podczaszego krakowskiego. Drugi mąż Barbary Rokemberg zmarł między wrześniem 1445 a majem 1448.
Przed 10 marca 1451 Barbarę Orientową poślubił książę karniowski i rybnicki Mikołaj V z opawsko-raciborskiej linii Przemyślidów. Mikołaj był wdowcem po Ślązaczce Małgorzacie z Lgoty, zatem Barbara była kolejną księżną niedynastycznego pochodzenia. Związki śląskich Przemyślidów z niżej urodzonymi małżonkami były niemal tak często spotykane jak z osobami dynastycznego pochodzenia. Nierówne stanem małżeństwa zawierano wcześniej jednak przede wszystkim z przedstawicielami elity możnowładczej (czeskiej i polskiej), nie zaś mieszczańskiej. Przypuszczalnie więc przyczyną związku Mikołaja V z zamożną, ale zbyt nisko urodzoną mieszczką był zamiar podreperowania książęcego skarbca. Z trzeciego małżeństwa Barbary, które nie trwało nawet 2 lat, pochodziło dwoje dzieci: zmarły w dzieciństwie i pochowany w katedrze wawelskiej Mikołaj oraz Małgorzata (Machna), żona księcia zatorskiego Kazimierza II.

## Działalność
Po śmierci trzeciego męża, która nastąpiła już 22 grudnia 1452, Barbara Rokemberg objęła w posiadanie oprawę wdowią. Była drugą kobietą, po swojej teściowej Helenie, udzielnej pani na Pszczynie latach 1424–1449/1450, która sprawowała samodzielne rządy w ziemi pszczyńskiej. Oprawa wdowia, zagwarantowana księżnej Helenie w dokumencie wystawionym w 1407, obejmowała prawdopodobnie całą kasztelanią pszczyńską (Pszczynę z zamkiem oraz Mikołów i Bieruń wraz z okolicznymi wioskami).
W 1454 księżna Barbara jako pani na Pszczynie gościła w swoim mieście oprawnym królową Polski Elżbietę Rakuszankę. W tym samym roku szwagier Barbary, książę Wacław II, próbował siłą przejąć władzę w jej włościach, wyruszając zbrojnie na Pszczynę. Ostatecznie objął rządy opiekuńcze w imieniu nieletnich dzieci zmarłego Mikołaja. Po śmierci szwagra, która nastąpiła w 1456, Barbara odzyskała pełnię władzy nad dobrami oprawnymi. W 1457 jako księżna raciborska sprawująca władzę nad ziemią pszczyńską zawarła układ z królem polskim Kazimierzem Jagiellończykiem, dotyczący wzajemnej rezygnacji z napadów zbrojnych na ziemie będące we władaniu drugiej strony umowy. Po pożarze z 1458, w którym Pszczyna niemal całkowicie spłonęła, księżna Barbara uczestniczyła w odbudowie miasta m.in. wydając nieznane bliżej przywileje.
W 1462 księżna Barbara została wygnana do Krakowa przez swojego pasierba Jana IV, który z pomocą przebranych za kobiety rycerzy opanował miasto, zmuszając swoją macochę do ucieczki i aresztując jej brata Hieronima. Szybkie opanowanie Pszczyny przez młodego księcia ułatwiał fakt, że pomimo posiadania zamku samo miasto nie było obwarowane. Ostatni raz osoba Barbary wymieniona jest w aktach krakowskich 12 listopada 1463. W roku 1464 jej pasierbowie dokonali podziału ziem, w tym pszczyńskiej oprawy wdowiej Barbary, którą otrzymał młodszy z braci, Wacław.
Przy dokumencie z 18 lutego 1462, wystawionym w Krakowie, do XIX wieku zachowała się heraldyczna pieczęć księżnej Barbary, odciśnięta w czerwonym wosku. Na czteropolowej tarczy herbowej, skwadrowane z nieukoronowanym orłem, umieszczono pola na wzdłuż przedzielone. W otoku widoczny był minuskułowy napis z tytulaturą księżnej, częściowo zatarty: sigillum barbara ducissa rath...